# 60 CANDLES
『60 CANDLES』（シックスティ・キャンドルズ）は1997年4月23日に発売された加山雄三のトリビュート・アルバム。

## 解説
加山雄三の60歳の誕生日を記念して制作された。
発売当時の日本国内ではレコード会社間の契約規約により、トリビュート・アルバムが制作されることが少なかった。今回は音楽プロデューサーである木崎徹の働きかけにより、レコード会社の垣根を越えた制作が実現。米米CLUB楽曲ではないカールスモーキー石井名義の楽曲が聴ける稀有な作品（松任谷由実とのデュエット・シングルを除き、石井竜也名義が大半の為）。
加山は当作に参加したアーティスト全員に、御礼として特製特注のエレキギターを進呈。
山下達郎も当初本作への参加オファーがあったが、オムニバス盤の中に自分の曲が並ぶことを快く思わなかった為、自身のアルバム『COZY』で加山の曲『ブーメラン・ベイビー』を録音、発表している。

## 収録曲
作詞：岩谷時子（特記以外）／作曲：弾厚作

### Disc.1
1. 君といつまでも／カールスモーキー石井
2. 夜空の星／THE ALFEE
3. ブラック・サンド・ビーチ／多羅尾伴内楽団
4. 蒼い星くず／チューリップ
5. お嫁においで／槇原敬之
6. 白い浜（オン・ディス・ビーチ）／高橋幸宏
7. 霧雨の舗道／甲斐よしひろ
8. 夜空を仰いで／ASKA
（作詞：弾厚作）
9. 旅人よ／さだまさし
10. まだ見ぬ恋人／平松愛理
（作詞：原とし子・補作詞：岩谷時子）

### Disc.2
1. 君のために／TUBE
2. 二人だけの海／木根尚登
3. 白い砂の少女／バブルガム・ブラザーズ
4. 幻のアマリリア／南こうせつ
5. ある日渚に／玉置浩二
（作詞：弾厚作）
6. ロンリー・ナイト・カミング／杏里
7. 海、山、恋だ若大将!!／竹中直人 with 東京スカパラダイスオーケストラ
（美しいヴィーナス〜小さな恋人〜君の瞳の蒼空〜ブライト・ホーン）
8. 湘南ひき潮／森山良子
（作詞：松本隆）
9. 海 その愛／徳永英明
10. 時を超えて／TOSHI
X JAPAN脱退後の初作品。